# دامیان فاچیوتو
دامیان فاچیوتو (انگلیسی: Damian Facciuto؛ زادهٔ ۱۷ نوامبر ۱۹۷۲) بازیکن فوتبال اهل آرژانتین است.
از باشگاه‌هایی که در آن بازی کرده‌است می‌توان به باشگاه فوتبال روساریو سنترال، باشگاه فوتبال راسینگ کلوب آویاندا، و باشگاه فوتبال آرژانتینوس جونیورز اشاره کرد.